# Fred Trump
Frederick Christ Trump Sr. (11. října 1905 – 25. června 1999, znám také jen jako Fred Trump) byl americký realitní developer a filantrop působící převážně v New York City, otec prezidenta Spojených států Donalda Trumpa.

## Životopis
Jeho otec Friedrich Trump zemřel, když Fredovi bylo 12 let. Později v patnácti letech společně se svou matkou Elizabeth a dalšími investory začal podnikat ve výstavbě a prodeji domů. Firma byla založena v roce 1927 jako Elizabeth Trump & Son a měla za účel stavět a spravovat rodinné domy v Queensu. Postavila více než 27 000 bytů v New Yorku a kasárny a zahradní byty pro personál amerického námořnictva poblíž velkých loděnic podél východního pobřeží.
Fred Trump byl v roce 1954 vyšetřován Senátem za profitování během války. V roce 1973 byl vyšetřován ministerstvem spravedlnosti za porušení občanských práv. 
Podle The New York Times a The Washington Post inspirovala Trumpova pověst jako realitního magnáta kritickou píseň Woodyho Guthrie.
Jeho vnučka, Mary Trumpová, která později vystudovala psychiatrii, Freda diagnostikuje jako sociopata v klinickém slova smyslu, a píše o něm, že zanedbával rodinu, nezajímal se o žádné ze svých potomků a neplnil charakter otce, čímž své děti poznamenal z hlediska jejich psychologického vývoje.
V 60. letech se Fred Trump zabýval předáním rodinného byznysu na některého z jeho synů. Nejstarší syn, Freddy Jr., který se pro tuto roli roky připravoval, byl nakonec Fredem zavrhnut, protože byl 'příliš sympatický' a Fred chtěl ve svém nástupci „zabijáka“. Impérium tak od roku 1968 „zdědil“ druhorozený syn Donald a někdy kolem roku 1973 přejmenoval na the Trump Organization. Freddy Jr. se stal pilotem, za což byl – přestože to bylo prestižní povolání – jeho otcem shazován, později propadl alkoholismu a zemřel v 42 letech.
Fred Trump byl antisemita a rasista. Rasismus vyplynul z vyšetřování ministerstva spravedlnosti a komise lidských práv v roce 1973. Zjistili, že Trumpova organizace rasově profilovala zájemce o jejich byty – nabízela je, až na několik malých výjimek, výhradně bílým zájemcům a tzv. „barevné“ odmítala s falešným tvrzením, že byty jsou již obsazené. Výjimky z tohoto pravidla, několik málo černochů a Portorikánců, platili dvojnásobný nájem. V tomto chování se tehdy již v plné kapacitě vedle Freda angažoval také Donald Trump.

## Mládí a kariéra
Frederick Christ Trump se narodil 11. října 1905 v Bronxu. Byl jedním ze tří dětí německých přistěhovalců Elizabeth Trumpové (rozené Christové) a Friedricha Trumpa. Měl mladšího bratra Johna George Trumpa a starší sestru Elizabeth Trumpovou Waltersovou. Jeho otec Friedrich (v USA přejmenován na Frederick) imigroval do New Yorku v roce 1885 z německé vesnice Kallstadt v Dolní Falci (tehdy součást Bavorského království) a vydělal jmění na Zlaté horečce na Klondiku. Následně se vrátil do Kallstadtu a v roce 1902 se oženil s o 11 let mladší Elizabeth Christovou, což byla dcera jeho bývalého souseda.
Na lodi, která převážela imigranty do USA bylo jméno Friedricha Trumpa zaznamenáno jako Trumpf. Nejstarším doloženými předky byli Johann Paul Drumpf (1727–1792) z vesnice Bobenheim am Berg, a Hanns Drumpf, potulný advokát, který se do Kallstadtu přistěhoval v roce 1608.
Krátce po narození syna Freda se v září 1908 rodina přestěhovala do Woodhaven v Queensu. Ve věku 10 let pracoval Fred jako poslíček u řezníka.V roce 1918 když bylo Fredovi 12 let, jeho otec zemřel na španělskou chřipku. V letech 1918–1923 chodil na střední školu Richmond Hill v Queensu. Zatímco pracoval jako caddy a poslíček, jeho matka Elizabeth pokračovala s podnikáním v realitách, s kterým začal její manžel Frederick. Fred měl zájem stát se stavitelem a chodil na noční kurzy tesařství a čtení plánů. Studoval také instalatérství, zednictví a elektroinstalace prostřednictvím korespondenčních kurzů.
Po absolutoriu v lednu 1923 získal Fred práci na plný úvazek dodávkami dřeva na staveniště. Našel práci jako tesařský asistent a pokračoval ve vzdělávání na univerzitě Pratt Institute. Jeho matka mu půjčila 800 dolarů na stavbu jeho prvního domu, který dokončil v roce 1924, a také mu umožnila podnikat pod svým jménem, neboť Fred ještě nebyl plnoletý. V roce 1925 byla firma přejmenována na E. Trump & Son a pod tímto jménem podnikala již v roce 1926. Ten rok postavil Trump v Queensu 20 domů a některé domy prodal dříve, než byly dokončeny, čímž financoval stavbu dalších. Společnost byla formálně změněna na korporaci v roce 1927.

### Zatčení v roce 1927
Na svátek „Memorial Day“ v roce 1927 pochodovalo více než tisíc členů Ku-klux-klanu v průvodu v Queens na protest proti tomu, že „rodilí protestantští Američané“, byli „napadeni newyorskou římskokatolickou policií“. Jednadvacetiletý Trump a šest dalších mužů bylo zatčeno.[zdroj?] Trump, který byl zadržen „na základě obvinění z odmítnutí odejít z přehlídky, když mu to bylo nařízeno,“ byl propuštěn. Další z mužů byl nezúčastněný divák, kterému nohu přejelo policejní auto. Podle policie bylo zbývajících pět mužů určitě členy klanu. Poté, když se jeho syna Donalda Trumpa zeptali na příběh z roku 1927, popřel, že by jeho otec byl zatčen.